# Sparkasse (DDR)

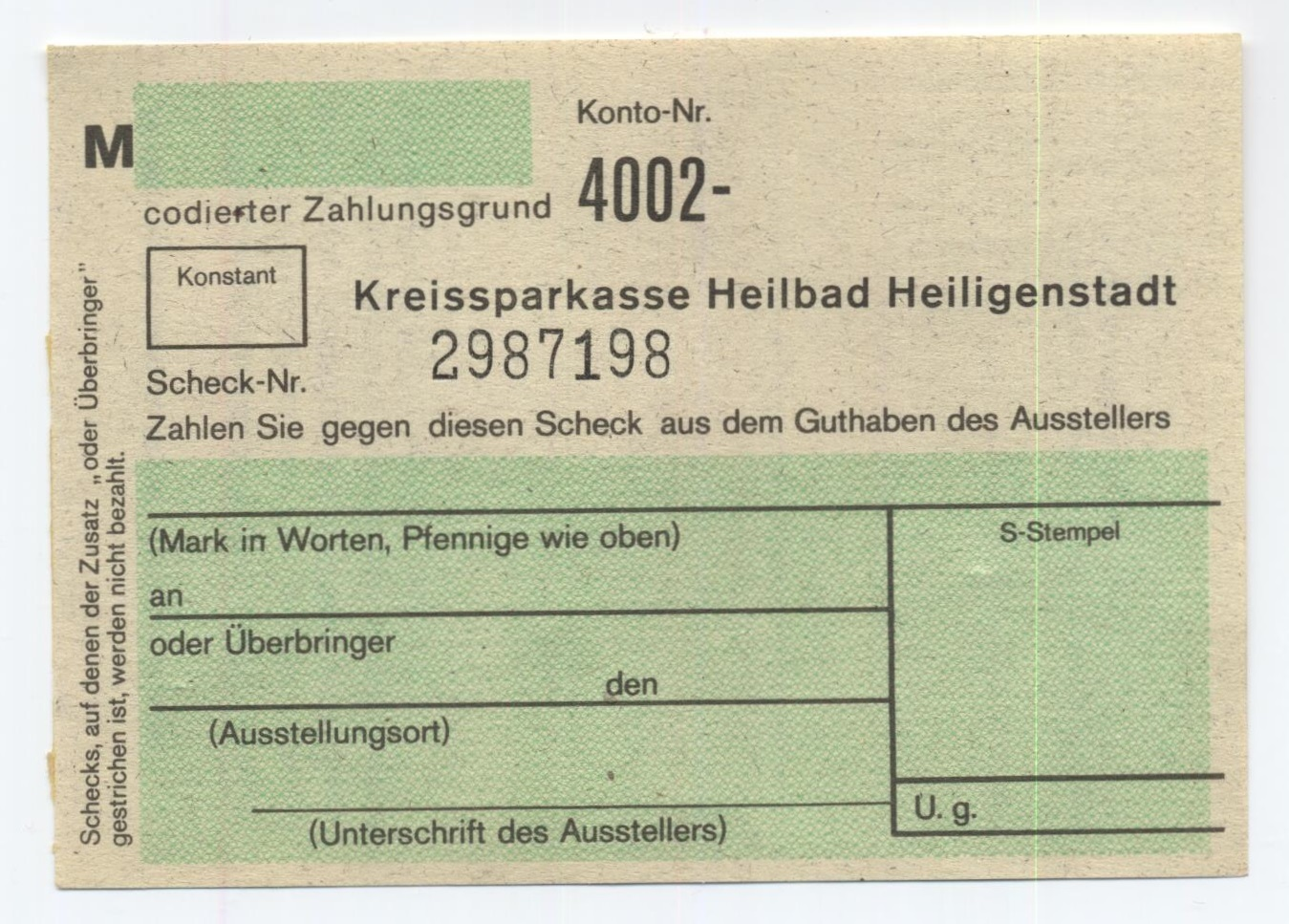
Scheck der Kreissparkasse Heilbad Heiligenstadt aus den 1980er Jahren

Die Sparkassen in der DDR waren Sparkassen, die in der Rechtsform der volkseigenen Betriebe organisiert waren.

## Organisation
Das Deutsche Bankwesen zeichnet sich durch die drei Säulen der privaten Geschäftsbanken, der Genossenschaftsbanken und der öffentlich-rechtlichen Kreditinstitute aus, zu denen die Sparkassen gehören.
Private Banken gab es in der DDR nicht mehr, das Bankwesen setzte sich ausschließlich aus staatseigenen Banken zusammen. Diese bestanden aus vier Arten, der Staatsbank der DDR, der Industrie- und Handelsbank, der Deutschen Außenhandelsbank und den Sparkassen.
Daneben gab es noch Spezialbanken wie die Bank für Handwerk und Gewerbe (gegründet im Januar 1946) oder die Deutsche Bauernbank (Februar 1950). Die Aufgabe der DDR-Sparkassen beschränkte sich auf die Annahme von Spareinlagen, den Zahlungsverkehr und das Kreditgeschäft (Konsumkredit und Wohnungsbaukredit), während das Wertpapiergeschäft abgeschafft wurde.

## Geschichte
Mit der Bildung der Sowjetischen Besatzungszone ab Juni 1945 begann die Umwandlung in ein rein staatliches Bankensystem. Mit Befehl Nr. 01 der Sowjetischen Militäradministration vom 23. Juli 1945 wurden sämtliche privaten Banken und Versicherungen geschlossen. Da die Sparkassen bereits staatlich (öffentlich-rechtlich) waren, blieben sie von dieser Maßnahme unberührt. Während der Machtergreifung der Nationalsozialisten 1933 wurden im Rahmen der Gleichschaltung bei den Sparkassen das Führungspersonal ausgetauscht. Nach dem Krieg wurden personelle Veränderungen vorgenommen. Gleichzeitig erfolgte eine Umstrukturierung der Organisationsstruktur. 1946 bestanden 310 rechtlich selbstständige Sparkassen in der sowjetischen Besatzungszone, die 982 Haupt- und 758 Nebenzweigstellen sowie 363 Agenturen hatten. Die Zahl sank mit Gründung der DDR bis 1951 auf 126 Sparkassen mit 1121 Haupt- und 807 Nebenzweigstellen sowie 319 Agenturen. Hauptzweigstellen waren Bankfilialen, Nebenzweigstellen waren nicht dauerhaft besetzte Nebenstellen und Agenturen waren Bankstellen, die nebenher Sparkassendienstleistungen anboten.
Die noch existierenden Sparkassen bekamen ihre Kunden zugewiesen und erhielten von der Notenbank im Januar 1951 sämtliche Sparkonten, im Januar 1952 übertrug ihnen die Notenbank die alleinige Zuständigkeit für die Kontenführung der Kleinstbetriebe bis zu 10 Beschäftigten; im Gegenzug hatten sie alle Konten öffentlicher Organe und größerer Betriebe auf die Notenbank zu übertragen. Durch die im Juli 1952 vollzogene Auflösung der Länder und die Gründung der Bezirke wurden die Landkreise ebenfalls neu geordnet, was eine Reorganisation des Sparkassenwesens zur Folge hatte, da Sparkassen auf Kreisebene zusammengefasst
wurden. Hierdurch entstanden 175 Kreissparkassen, 19 Stadt- und Kreissparkassen und 6 Stadtsparkassen. Im Rahmen dieser Verwaltungsreform stieg die Anzahl der DDR-Sparkassen auf 200, sie blieb bis zur Wiedervereinigung mit 196 relativ stabil.
Einen echten Teilzahlungskredit ermöglichte die am 16. Oktober 1953 in Kraft getretene „Anordnung über die Finanzierung des Kaufs von Möbeln und anderen langlebigen Gebrauchsgütern“. Im März 1956 erhielten die volkseigenen Sparkassen ein einheitliches „Statut der volkseigenen Sparkassen der DDR“, das als Aufsichtsorgan das Ministerium der Finanzen der DDR vorsah. In § 2 dieses Sparkassengesetzes wurde bestimmt: „Die volkseigenen Sparkassen sind Einrichtungen in den Kreisen und den Räten der Kreise unterstellt. Jede volkseigene Sparkasse führt ein Dienstsiegel mit dem Emblem der Deutschen Demokratischen Republik.“ Seit Oktober 1956 durfte der Handel selbst bestimmte Waren durch Teilzahlung verkaufen, das Teilzahlungsgeschäft durch Sparkassen war nicht mehr notwendig.
In der Wirtschaft der DDR herrschte (wie bei anderen sozialistischen Volkswirtschaften) Kapitalmangel. Diese dem Sozialismus immanente Kapitalknappheit resultierte u. a. aus staatlich festgelegten Zinssätzen. In der Folge bemühte sich die SED-Führung, die Sparquote zu erhöhen. Mit der Anweisung 36/55 des Finanzministeriums aus dem Jahre 1955 sollte die Zahl der Sparkassenstellen erhöht werden, u. a. indem in jedem Betrieb mit mehr als 500 Mitarbeitern und jedem Dorf mit mehr als 500 Einwohnern eine Sparkassenagentur eröffnet werden sollte. 1963 erreichte die Zahl der Sparkassenagenturen mit 3299 Stellen einen Höhepunkt. Die Zahl der Agenturen sank danach und betrug 1970 noch 1890, 1980 noch 1436 und 1989 noch 906.
Im Januar 1976 trat ein neues Sparkassenstatut in Kraft, das die Aufsicht der Staatsbank der DDR übertrug. Es blieb bis zur Wende bestehen und wurde durch das im Juli 1990 erlassene Sparkassengesetz abgelöst. Die Sparquote der Bevölkerung der DDR betrug im Jahre 1988 7 Prozent, in der BRD im gleichen Jahr 13,9 Prozent.

## Sparkassenverbände
1945 bestanden auf dem Gebiet der SBZ der Sächsische Sparkassen- und Giroverband mit Sitz in Dresden für Sachsen, der Mitteldeutsche Sparkassen- und Giroverband mit Sitz in Magdeburg für die Provinz Sachsen und Thüringen und der Brandenburgische Sparkassen- und Giroverband mit Sitz in Berlin für Brandenburg. Daneben war der Pommersche Sparkassen- und Giroverband mit Sitz in Stettin für Vorpommern und der Niedersächsische Sparkassen- und Giroverband mit Sitz in Hannover für Mecklenburg zuständig.
1946 wurden anstelle dieser Verbände je Land ein eigener Sparkassenverband gegründet. Damit entstand der Sächsische Sparkassenverband, der Brandenburgische Sparkassenverband sowie der Sparkassenverband Thüringen, Sparkassenverband Mecklenburg-Vorpommern und Sparkassenverband für die Provinz Sachsen (später Sparkassenverband Sachsen-Anhalt).
Mit der Auflösung der Länder 1952 wurden diese Verbände aufgelöst und die Aufgaben der Abteilung Sparkassen im Finanzministerium der DDR übertragen. 1990 bildete sich ein Sparkassenverband der DDR, der die Aufgaben übernahm. Mit der Wiedervereinigung gingen die Aufgaben an den Sparkassen- und Giroverband Hessen-Thüringen, den Sparkassenverband Berlin und den Ostdeutschen Sparkassenverband über.

## Stellung der Sparkassen im Bankensystem der DDR
Während die Sparkassen zur Zeit der sowjetischen Besatzungszone zunächst noch die Funktionen einer Vollbank hatten, wurde dies mit der Zeit umstrukturiert. 1951 wurden die Funktion der Girozentrale bei der Staatsbank der DDR angelegt.  Den Sparkassen verblieb die Aufgabe, (Spar-)Girokonten zu verwalten und Sparbeiträge einzuwerben.
Ab 1980 erfolgte eine Reorganisation der Aufgabenverteilung der Banken der DDR. Die Genossenschaftsbanken gaben in den 80er Jahren 327 Filialen auf und übertrugen die Konten an die Sparkassen. Im Gegenzug wurden 194 Sparkassenagenturen und 26 Einmannstellen an die BHG übertragen.
1983 übernahmen die Sparkassen die Konten der Bank für Land- und Nahrungsgüterwirtschaft.
Die Sparkassen stellten im Bankensystem der DDR nur eine untergeordnete Funktion dar, was u. a. an den geringen Aufgaben, der vergleichsweise geringen Bezahlung der Angestellten und dem sinkenden Anteil der SED-Mitglieder in den Führungsfunktionen deutlich wurde. 
Der Anteil an Frauen an der Belegschaft, der 1950 noch 50 % betrug, stieg bis 1955 auf 63 % und betrug 1988 etwa 93 %. In den 1980er-Jahren schlug sich der hohe Frauenanteil schließlich auch in den Führungspositionen nieder, was im Vergleich zu anderen, prestigeträchtigeren Institutionen unüblich war.

## Angebote
Die Sparkassen hatten die Funktion, privates Sparen zu fördern und einen Rückfluss von Kapital in den Wirtschaftskreislauf sicherzustellen. So wurde beispielsweise 1950 eine Möbelsparhilfe angeboten. Die Kunden sparten ein bestimmtes Guthaben für einen Guthabenzins von 3 % an und bekamen die Möglichkeit, einen Kredit zu einem Zinssatz von 5 % für die fehlenden Beträge für die gewünschten Möbel aufzunehmen. Im November 1951 wurde mit dem Nationalen Aufbauprogramm der Wiederaufbau der zerstörten Stadtzentren ausgerufen. Die Abwicklung des Aufbausparens selbst wurde den Sparkassen übertragen. In diesem Zusammenhang förderten die Sparkassen, dass die Bürger der DDR circa 3 % ihres Einkommens sparen, um diese Baumaßnahmen finanziell zu unterstützen. Betriebskomitees in allen Betrieben bekamen die Aufgabe, das Programm umzusetzen und mit Hilfe der Sparkassenfilialen und -agenturen zu fördern, an dem mehr als eine Million Sparer teilnahmen.
Später wurden das "Heiratssparen", das "Feriensparen", das "Schulentlassungssparen" oder das "FDJ-Sparen" angeboten. Unter dem Slogan "Jeder Sparvertrag ist eine nationale Tat" wurden die Betriebe verpflichtet, Sparverträge einzuwerben.